# Microxiphium
Microxiphium är ett släkte av svampar. Microxiphium ingår i familjen Coccodiniaceae, ordningen Chaetothyriales, klassen Eurotiomycetes, divisionen sporsäcksvampar och riket svampar.
| Microxiphium | \| \| Microxiphium leptospermi \| \| \| \| |
|              | \| \| Microxiphium leptospermi \| \| \| \| |
|              | Naetrocymbe                                |
|              |                                            |
|              | Dennisiella                                |
|              |                                            |
|              | Bisbyopeltis                               |
|              |                                            |
|              | Coccodinium                                |
|              |                                            |
|              | Microxiphium leptospermi                   |
|              |                                            |

|  | Microxiphium leptospermi |
|  |                          |